# Мпанда
Мпанда (суахили и англ. Mpanda) — город на западе Танзании, на территории области Катави. Административный центр одноимённого округа.

## Географическое положение
Город находится в северной части области, к северу от национального парка Катави, на расстоянии приблизительно 900 километров к западу от столицы страны Дар-эс-Салама. Абсолютная высота — 1 082 метра над уровнем моря.

## Население
По данным официальной переписи 2002 года, население составляло 45 977 человек.
Динамика численности населения города по годам:
| 1988   | 2002   | 2012   |
| ------ | ------ | ------ |
| 41 014 | 45 977 | 48 750 |

## Транспорт
К востоку от города расположен небольшой одноимённый аэропорт (ICAO: HTMP). Также в Мпанде имеется железнодорожная станция, являющаяся конечной станцией ветки Калиуа — Мпанда.